# Passio sanctarum Perpetuae et Felicitatis
Passio sanctarum Perpetuae et Felicitatis (Umučení svaté Perpetuy a Felicity) je krátký raně křesťanský spis z roku 203 po Kr. vyprávějící o posledních dnech a o umučení skupiny křesťanů, mezi nimi Perpetuy a Felicity, ke kterému došlo 7. března 203 (někdy se udává 202). Je to druhý nejstarší známý latinský spis křesťanského obsahu (nejstarším jsou Acta martyrum Scillitanorum z roku 180).

## Povaha a vznik textu

### Text
Text Passio se dochoval ve dvou verzích, v latinské a v řecké. Který z těchto jazyků je původní, není zcela vyjasněno, ale s největší pravděpodobností je to latina. Kromě těchto dvou textů existuje ještě jedna „krátká verze“, tzv. Acta brevia Sanctarum Perpetuae et Felicitatis, která však je jiného obsahu, odlišného stylu a zaměřuje se na jinou skupinu čtenářů.

### Redakce
Kniha není uceleným vyprávěním. Její jádro obsahuje dva samostatné bloky, tj. vyprávění Perpetuy a vyprávění Saturovo. Spojil je neznámý redaktor, který své dílo opatřil úvodem. Za oba celky umístil ještě vyprávění o samotném umučení skupiny křesťanů při hrách na císařovu počest, kdy byli předhozeni šelmám. Někdy se za redaktora považuje Tertullianus.

### Jazyk
Latina obou původně samostatných celků se značně liší od latiny redaktora. Jedná se o latinu lidovou („vulgární“), obsahující značné množství grécismů (tegnon = dítě; agios, agios, agios = svatý, svatý, svatý: převzato z tehdy užívaných řeckých liturgických textů; diastema = vzdálenost, odloučenost; video in horomate = vidím ve vidění apod.). Naopak latina redaktora vykazuje uhlazenost a pečlivost. To vede k závěru, že redaktor obě samostatná vyprávění odněkud převzal; většinou se považují za původní vyprávění Perpetuy a Satura.

## Obsah
Kniha má celkem 21 kapitol.
- 1 — úvod, teologická prezentace. Duch Svatý je stále přítomný a projevuje se ve statečném vydávání svědectví víry mučedníků.
- 2 — bližší informace o zatčené skupině křesťanů. Jsou v ní mimo jiné: Revocatus, Felicitas, Saturnius, Secundulus, Perpetua.
- 3–10 — vyprávění Perpetuy o jejím životě ve vězení. Perpetua se zaměřuje na své dítě, problémy s kojením, starost svého otce, který ji chtěl přimět, aby se zřekla víry a obětovala císaři. Blok obsahuje i čtyři vidění, která měla ve vězení.
- 11–13 — Saturnovo vyprávění o vidění, jak jeho a Perpetuu po překonání smrti přivedli andělé před Boží tvář a byla jim dána radost.
- 14–21 — popis umučení. Secundulus zemřel ještě ve vězení, Felicita předčasně porodila zdravou dcerku, které se pak ujali příbuzní, takže mohla být předhozena šelmám (jako těhotná nesměla být popravena). Večer před popravou se mohli bohatě najíst (tzv. „cena libera“), ale skupina toho využívá, aby slavila agapé. Zbytek kapitol vypráví o samotném konci křesťanů. Kapitoly se vyznačují značným realismem. Ti, kteří nebyli šelmami zabiti (Perpetua a jiní), jsou dobiti gladiátory.

## Vydání a literatura
- Passion de Perpétue et de Félicité suivi des Actes. Sources chrétiennes no. 417. Paris : Cerf, 1996. — Kritické vydání latinského i řeckého textu, každý s francouzským překladem. Opatřeno obsáhlým úvodem a podrobným komentářem.
- KITZLER, Petr. Umučení svaté Perpetuy a Felicity. In „Teologický sborník“, 2/2002, str. 75–83. Prezentace celého spisu a český překlad kapitol 3–10.
- KITZLER, Petr. Perpetua develata? Poznámky ke knize P. Habermehla o Passio Perpetuae a k Passio Perpetuae obecně. In „Iliteratura, litterae antiquae “,2006; http://www.iliteratura.cz/clanek.asp?polozkaID=19595
- KITZLER, Petr. Passio Perpetuae and Acta Perpetuae. Between Tradition and Innovation. In „Listy filologické“, 130, 2007, str. 1-19. Vztah mezi Passio Perpetuae a Acta Perpetuae. Plný text dostupný na stránkách časopisu Listy filologicke v sekci "Vybrané plné texty".
- KITZLER, Petr. Athletae Christi. Raně křesťanská hagiografie mezi nápodobou a adaptací. Praha: Filosofia, 2012, 232 str. ISBN 978-80-7007-380-3. – Recepce spisu od doby jeho sepsání až po dobu Augustinovu, shrnutí bádání o spisu, český překlad Augustinových i pseudo-Augustinových homilií na Perpetuu a Felicitu. Ukázka z knihy zde, recenze I. Adámkové zde.